# Evangelische Kirche (Driedorf)

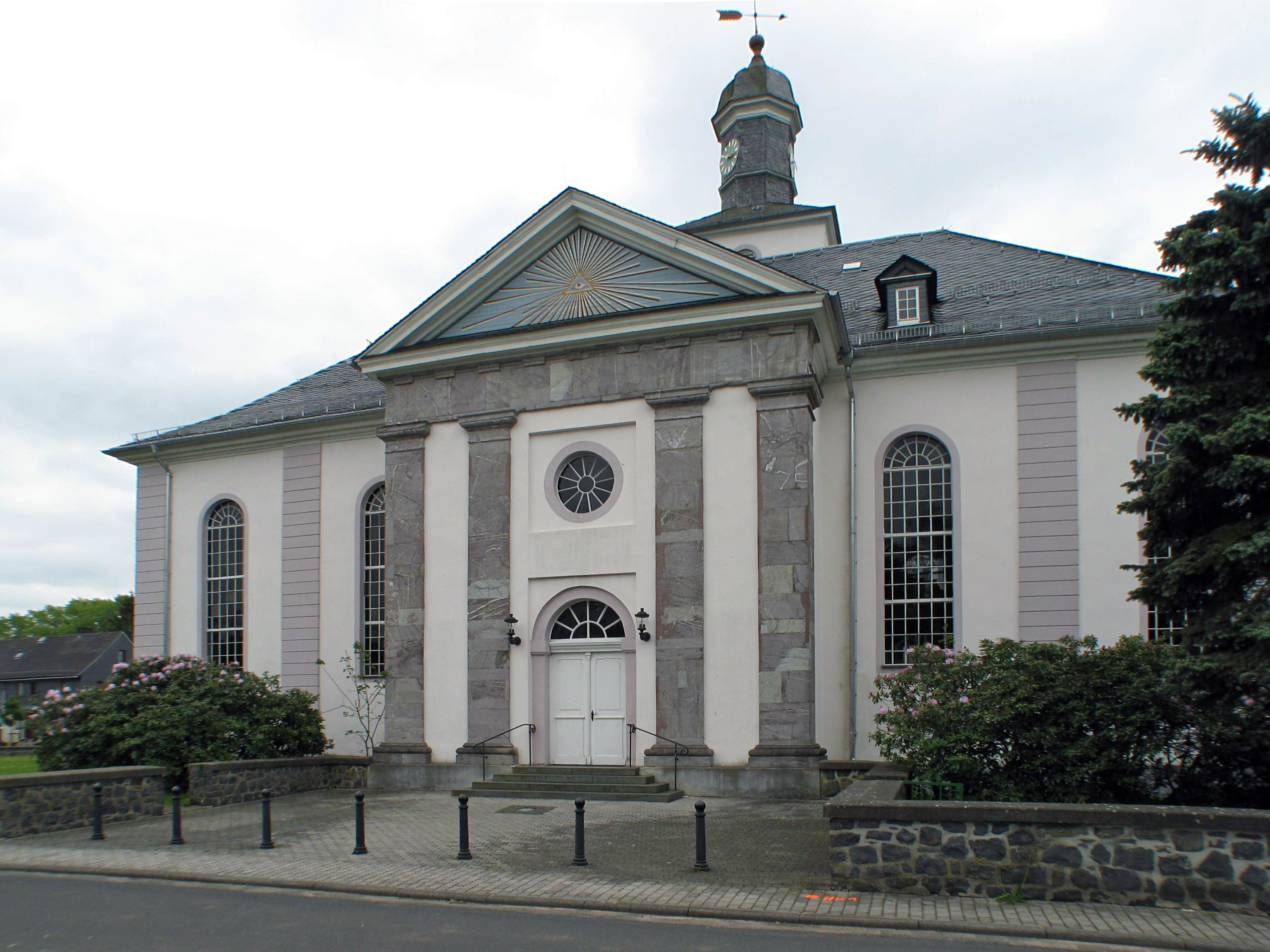
Evangelische Kirche Driedorf

Die Evangelische Kirche Driedorf ist ein denkmalgeschütztes Kirchengebäude, das in der Gemeinde Driedorf im Lahn-Dill-Kreis in Hessen steht. Die Kirchengemeinde gehört zum Dekanat an der Dill in der Propstei Nord-Nassau der Evangelischen Kirche in Hessen und Nassau.

## Beschreibung
Nachdem 1819 der Vorgängerbau dem Dorfbrand zum Opfer gefallen war, wurde die Querkirche zwischen 1822 und 1827 im klassizistischen Baustil nach einem Entwurf von Eberhard Philipp Wolff (1773–1843) erbaut.
Der im Kern romanische Kirchturm, der mit einem flachen schiefergedeckten Pyramidendach versehen ist, das mit einer Laterne mit der Turmuhr bekrönt ist, steht südöstlich vor der Mitte der Längsseite des mit einem Walmdach bedeckten Kirchenschiffs. Die dreiteilige Fassade auf der nordwestlichen Längsseite wird von einem breiten Risalit mit einem Triglyphenfries dominiert, der vier toskanischen Pilastern aufliegt. Die beiden Seitenflügel werden jeweils durch ein großes Rundbogenfenster sowie flankierende Lisenen aus Quaderputz gegliedert. In der Mitte des Risalits öffnet sich ein Rundbogenportal mit einem darüberliegenden Ochsenauge. Das Tympanon enthält ein Gottesauge als Flachrelief. Das Mauerwerk ist weiß verputzt, alle Gliederungselemente sind grau gefasst.
Zum Altarraum vor der südöstlichen Längsseite führen zwei Stufen. Die Kanzel befindet sich in der Mitte über dem Altarraum in Höhe der Empore. Gegenüber bilden die Emporen auf gusseisernen Stützen einen großen Halbkreis. Die Orgel auf der Empore im Nordwesten hat 12 Register auf einem Manual und Pedal. Sie wurde 1833 von Daniel Raßmann gebaut und 1986 von Gerald Woehl restauriert.